# Ernst Hasse (Maler)

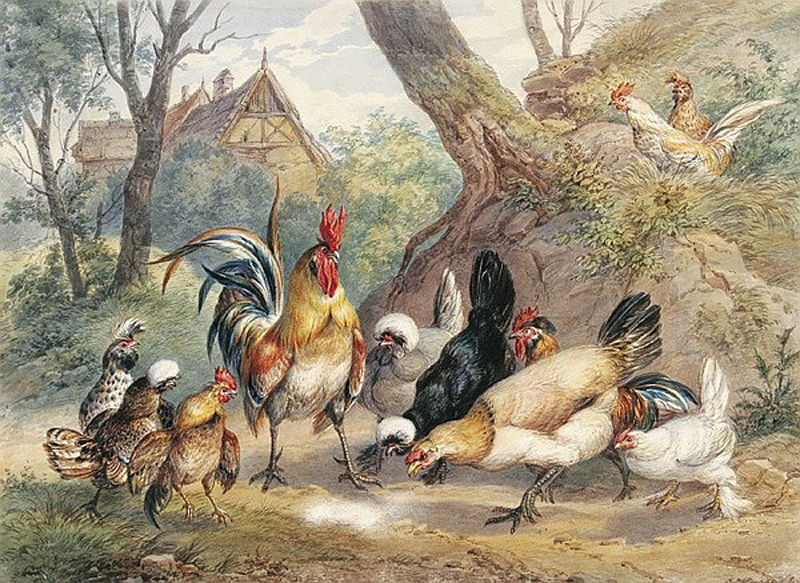
Hahn und Hühner bei einem Bauernhof

Ernst Hasse (* 22. Mai 1819 in Erfurt; † 2. September 1860 in Dresden) war ein deutscher Landschafts- und Tiermaler sowie Zeichner und Lithograf.

## Leben
Hasse studierte ab 1837 an der Dresdner Kunstakademie als einer der ersten Schüler von Ludwig Richter. In dieser Zeit zeichnete er Ansichten aus der Umgebung Dresdens und Naturstudien.
Nach dem Studium ließ er sich 1848 in Dresden nieder und wurde als freischaffender Landschafts- und Tierzeichner sowie Maler tätig.
Hasse bereiste unter anderem Frankreich (Rhônetal), Spanien (1853, Málaga, Sierra Nevada) und Portugal. Zwar flossen Eindrücke von diesen Reisen in manche seiner Werke ein, hauptsächlich stellte er aber die Natur seiner Heimat dar. Dabei zeichnete Hasse häufig idyllische Motive auf dem Land (Bauernhöfe, Szenen von der Ernte), in deren Vordergrund oft Tiere standen. Besonders häufig stellte er Vögel dar und machte sich einen Namen als Geflügelzeichner. Er fertigte Vorlagen für Holzschnitte von Hugo Bürkner, die in dessen Buch Heimische Vögel (1856) und in Studies from Nature (1855) von Hermann Masius erschienen. Außerdem arbeitete er als Illustrator von Kinderbüchern.
Hasses Arbeiten zeigen Merkmale der Spätromantik, dessen führender Vertreter sein Lehrer Richter in Deutschland gewesen war, er tendierte aber bei der Darstellung von Natur und Tieren zu einem neuen Realismus. Er zeichnete mit Bleistift, Feder und Tusche und malte Aquarelle, deren Vorzeichnungen in Blei häufig durch den durchscheinenden Farbauftrag nachwirken. Von manchen seiner Zeichnungen fertigte er auch Lithografien an. Trotz Kriegsverlusten sind noch viele seiner Werke erhalten geblieben und werden im Kunsthandel angeboten. Einige befinden sich in den Sammlungen von Museen wie dem Kupferstichkabinett Dresden, Lindenau-Museum in Altenburg und Angermuseum in Erfurt.